# Völckerdorp
Völckerdorp est un village de la commune néerlandaise de Reimerswaal, sur la presqu'île de Zuid-Beveland en Zélande. Le village compte environ 100 personnes.